# Ben Folds

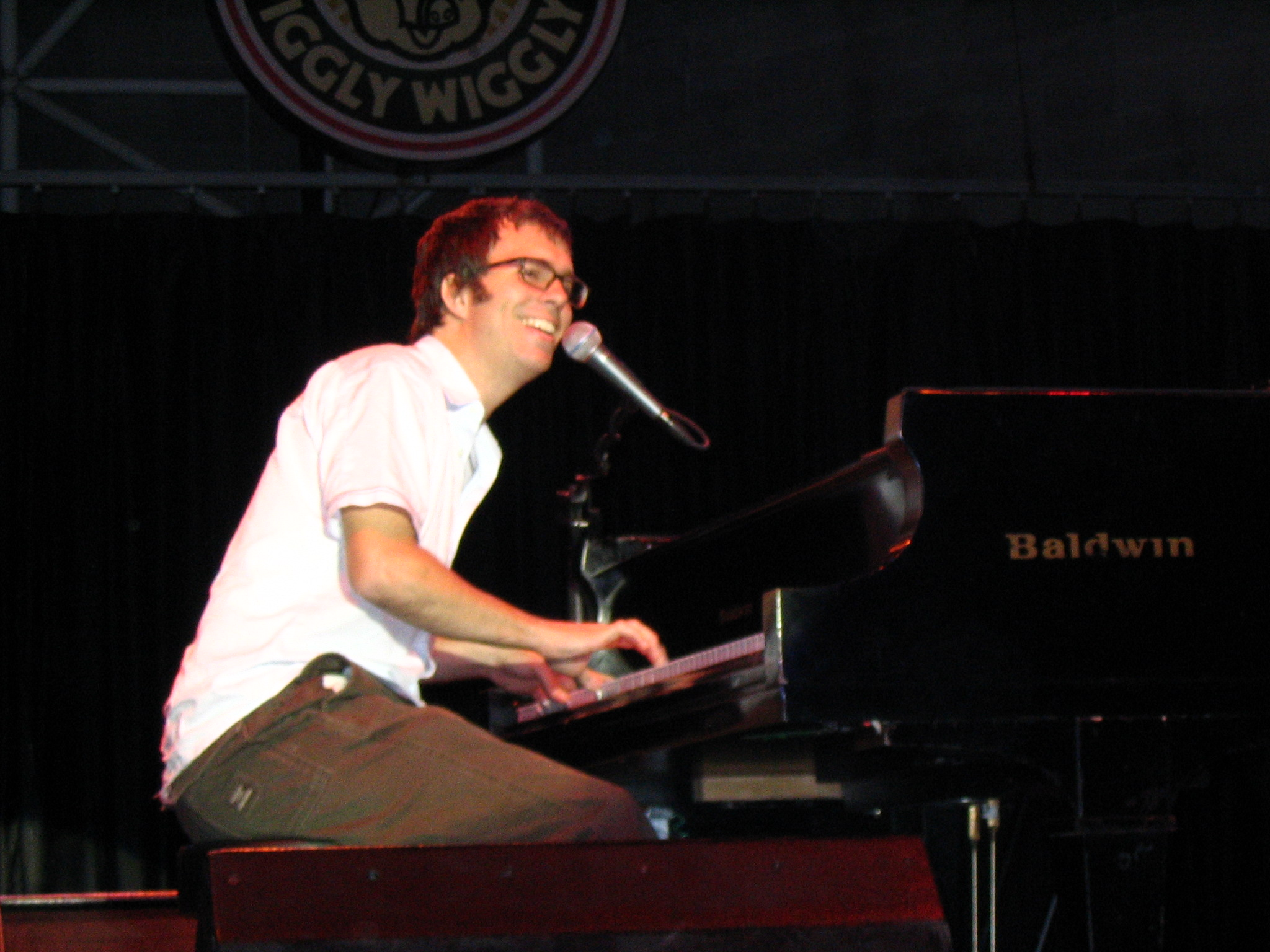
Ben Folds (2004)

Benjamin „Ben“ Scott Folds (* 12. September 1966 in Chapel Hill, North Carolina) ist ein US-amerikanischer Sänger und Pianist, der als Gründer der Band Ben Folds Five bekannt wurde.

## Karriere
Er hat eine Reihe von Soloalben veröffentlicht. Das erste, Fear of Pop, entstand noch während des Bestehens seiner damaligen Band Ben Folds Five und enthält experimentelle Stücke, die dem geradlinigeren Piano-Rock des Trios entgegenstehen. 2001 erschien sein gefeiertes Solo-Debüt Rockin’ the Suburbs, auf welchem Ben Folds die meisten Instrumente selbst einspielte. Auf der gleichnamigen Single handelte es sich dabei sogar um eine im Folds-Kosmos eher untypische E-Gitarre. 2002 erschien das Live-Album Ben Folds live, welches Folds allein am Flügel und ohne Band präsentierte. Eine spezielle Edition wurde auch mit einer DVD ausgeliefert, auf welcher einige Stücke sowie die Photosession zum Albumcover dokumentiert sind.
Das Album Songs for Silverman wurde wieder in einer Dreier-Bandbesetzung aufgenommen und 2005 veröffentlicht. Folds Mitstreiter waren nun Jared Reynolds am Bass und Lindsay Jamieson am Schlagzeug, mit denen er auch auf Tour ging. Das Album war bedeutend ruhiger und nachdenklicher als das bisherige Werk des Künstlers. Folds war ein Bewunderer des verstorbenen Elliott Smith. Ihm ist der Abschiedssong Late auf dem Album gewidmet.
Im Jahr 2006 erschien das Album supersunnyspeedgraphic, the lp, welches größtenteils aus Material von drei EPs aus den Jahren 2003 und 2004 besteht (s. u.). Der Künstler präsentierte einige Cover-Songs, aber auch Eigenkompositionen wie All you can eat, There is always someone cooler than you oder Learn to live with what you are. Hervorgehoben sei auch Bitches ain’t shit, welches im Original von Dr. Dre stammt und sich auf Tour zu einem Publikumsliebling entwickelte.
Am 30. September 2008 veröffentlichte Ben Folds sein drittes Soloalbum unter dem Titel Way to normal. In den Songs verarbeitete Folds auch seine Scheidung. Die erste Single-Auskopplung You don't know me, sang Ben Folds im Duett mit Regina Spektor.
Folds lud 2009 öffentlich dazu ein, studentische Gesangsgruppen aus ganz Amerika könnten sich mit A-cappella-Versionen seiner Stücke für die Veröffentlichung eines Albums bewerben. Das Album Ben Folds Presents: University A Cappella wurde im Dezember 2009 veröffentlicht und präsentiert neben den 14 Gewinnern auch zwei selbstarrangierte A-cappella-Songs. Von 2009 bis 2013 war Ben Folds Mitglied der Jury von The Sing-Off, einer von NBC produzierten Castingshow für A-cappella-Gruppen.
Ben Folds ging unter anderem auf Tournee mit Tori Amos sowie unter dem Namen The Bens mit seinen beiden Namensvettern Ben Lee und Ben Kweller; in dieser Formation entstand eine gleichnamige EP. Im November 2004 wurde eine Tour durch Deutschland krankheitsbedingt abgesagt. Sie wurde im Sommer 2005 mit zwei Konzerten in Berlin und Köln nachgeholt. Im Februar 2007 spielte er vier Konzerte in Deutschland, in München, Hamburg, Berlin und Köln. 2008 besuchte er im Rahmen einer intimen Clubtour Hamburg, Bochum, Mannheim und Essen. Anschließend spielte er auf dem Rheinkultur-Festival in Bonn.
Ben Folds hat einige Titel zu Film-Soundtracks beigesteuert. Dazu zählen Lonely Christmas Eve für den Film Der Grinch (2000), ein Remake von Golden Slumbers der Beatles für den Film I am Sam (2001), Air für Godzilla (1998, mit Ben Folds Five) sowie mehrere Stücke des Soundtracks zu Ab durch die Hecke (2006). Für den Film Hoodwinked (2005) steuerte er ein Lied mit dem Titel Red is Blue bei.
William Shatners Album Has Been (2004) wurde von Folds produziert und arrangiert, ebenso wie das Album Who Killed Amanda Palmer von Amanda Palmer (2008).
Im März 2010 stellte Folds einige Videos auf die Videoplattform YouTube, in denen er mit einem Klavier und einem begeisterten Publikum Unbekannte über die Internetseite Chatroulette kontaktierte. Dies war als Hommage an das YouTube-Phänomen Merton gedacht. Trotz Spekulationen handelt es sich bei Merton und Folds nicht um dieselbe Person. Im September desselben Jahres veröffentlicht Ben Folds das Album Lonely Avenue. Folds schrieb darauf die Musik zu Texten des Schriftstellers Nick Hornby. Hornby hatte diese speziell für dieses Album verfasst.
2011 arbeitete Folds im Rahmen seines Best-Of-Albums erstmals seit über zehn Jahren wieder mit seinen ehemaligen Bandkollegen Robert Sledge und Darren Jessee zusammen. Während der Arbeit an einem neuen Stück kam die Idee auf, ein neues, komplettes Album als Ben Folds Five aufzunehmen. Das durch Crowdfunding finanzierte Album The Sound Of The Life Of The Mind wurde schließlich 2012 veröffentlicht, eine Tour folgte.
Nach der Tour mit Ben Folds Five begann Folds mit der Arbeit an seinem ersten klassischen Klavierkonzert. Das Piano Concerto wurde am 13. März 2014 mit dem Nashville Symphonie Orchestra und Ben Folds am Flügel in Nashville uraufgeführt. Eine Studioaufnahme wurde 2015 auf dem Album „So There“ veröffentlicht. Der Rest des Albums besteht aus Songs, die Folds gemeinsam mit dem klassischen Sextett yMusic erarbeitet und aufgenommen hat.
Im Jahr 2017 wurde Folds offiziell zum „Artistic Advisor“ des National Symphony Orchestra erklärt.
Am 15. Februar 2023 veröffentlichte Folds die Single Winslow Gardens auf diversen Streaming-Plattformen. Das neue Soloalbum What Matters Most ist für den 2. Juni 2023 angekündigt, eine dazugehörige Tour listet im Spätherbst des Jahres auch Termine in Europa.

## Diskografie

### Studioalben
| Jahr | Titel               | Höchstplatzierung, Gesamtwochen, AuszeichnungChartplatzierungen (Jahr, Titel, Platzierungen, Wochen, Auszeichnungen, Anmerkungen) | Höchstplatzierung, Gesamtwochen, AuszeichnungChartplatzierungen (Jahr, Titel, Platzierungen, Wochen, Auszeichnungen, Anmerkungen) | Höchstplatzierung, Gesamtwochen, AuszeichnungChartplatzierungen (Jahr, Titel, Platzierungen, Wochen, Auszeichnungen, Anmerkungen) | Anmerkungen                                              |
| Jahr | Titel               | DE | UK | US | Anmerkungen                                              |
| ---- | ------------------- | --- | --- | --- | -------------------------------------------------------- |
| 2001 | Rockin’ the Suburbs | — | UK73 (1 Wo.)UK | US42 (6 Wo.)US | Erstveröffentlichung: 11. September 2001                 |
| 2005 | Songs for Silverman | DE84 (1 Wo.)DE | UK65 (4 Wo.)UK | US13 (9 Wo.)US | Erstveröffentlichung: 11. April 2005                     |
| 2008 | Way to Normal       | — | UK70 (1 Wo.)UK | US11 (5 Wo.)US | Erstveröffentlichung: 17. September 2008                 |
| 2010 | Lonely Avenue       | DE95 (1 Wo.)DE | UK89 (1 Wo.)UK | US36 (3 Wo.)US | Erstveröffentlichung: 24. September 2010 mit Nick Hornby |
| 2015 | So There            | — | UK63 (1 Wo.)UK | US44 (1 Wo.)US | Erstveröffentlichung: 11. September 2015 mit yMusic      |
| 2023 | What Matters Most   | — | — | — | Erstveröffentlichung: 2. Juni 2023                       |
| 2024 | Sleigher            | — | — | — | Erstveröffentlichung: 25. Oktober 2024                   |

### Livealben
| Jahr | Titel | Höchstplatzierung, Gesamtwochen, AuszeichnungChartsChartplatzierungen (Jahr, Titel, Platzierungen, Wochen, Auszeichnungen, Anmerkungen) | Anmerkungen                           |
| Jahr | Titel | US | Anmerkungen                           |
| ---- | ----- | --- | ------------------------------------- |
| 2002 | Live  | US60 (3 Wo.)US | Erstveröffentlichung: 8. Oktober 2002 |

Weitere Livealben
- 2005: Live at Tower Records
- 2008: Motor City (Live at Detroit, MI 10/9/08)
- 2008: Live in Dallas (10/23/08)
- 2009: The Sound of Last Night... This Morning

### Kompilationen
| Jahr | Titel                                         | Höchstplatzierung, Gesamtwochen, AuszeichnungChartplatzierungen (Jahr, Titel, Platzierungen, Wochen, Auszeichnungen, Anmerkungen) | Höchstplatzierung, Gesamtwochen, AuszeichnungChartplatzierungen (Jahr, Titel, Platzierungen, Wochen, Auszeichnungen, Anmerkungen) | Anmerkungen                            |
| Jahr | Titel                                         | UK | US | Anmerkungen                            |
| ---- | --------------------------------------------- | --- | --- | -------------------------------------- |
| 2006 | Supersunnyspeedgraphic, the LP                | — | US114 (1 Wo.)US | Erstveröffentlichung: 24. Oktober 2006 |
| 2009 | Ben Folds Presents: University A Cappella!    | — | US94 (1 Wo.)US | Erstveröffentlichung: 28. April 2009   |
| 2011 | The Best Imitation of Myself: A Retrospective | UK100 (1 Wo.)UK | US62 (1 Wo.)US | Erstveröffentlichung: 11. Oktober 2011 |

Weitere Kompilationen
- 2005: Songs for Goldfish
- 2005: iTunes Originals
- 2009: Stems and Seeds
- 2009: Ben Folds File: Complete Best of Ben Folds Five and Ben Folds
- 2011: Fifty-Five Vault
- 2018: „Brick“. The Songs of Ben Folds 1994-2012 (13 CD-Box; Enthält: Ben Folds Five (mit fünf Bonustracks), Whatever And Ever Amen, Whatever And Ever Amen. Bonus Disc (mit 18 Bonustracks, Live- und Alternativ-Versionen), The Unauthorised Biography Of Reinhold Messner (mit drei Bonustracks), Rockin' The Suburbs, Rockin' The Suburbs. Bonus Disc (mit 14 Bonustracks und Live-Versionen), Ben Folds Live, Songs For Silverman (mit einem Bonustrack), Songs For Goldfish (mit zwei Bonustracks), Supersunnyspeedographic ... Plus (mit acht Bonustracks inklusive der Songs aus dem Soundtrack von Over The Hedge), Way To Normal, Seeds Tracks (From Stems And Seeds), The Songs Of The Life Of The Mind (mit einem Bonustrack))

### EPs
- 2003: Speed Graphic
- 2003: Sunny 16
- 2004: Super D

### Singles (Auswahl)
| Jahr | Titel Album                                       | Höchstplatzierung, Gesamtwochen, AuszeichnungChartplatzierungen (Jahr, Titel, Album, Platzierungen, Wochen, Auszeichnungen, Anmerkungen) | Höchstplatzierung, Gesamtwochen, AuszeichnungChartplatzierungen (Jahr, Titel, Album, Platzierungen, Wochen, Auszeichnungen, Anmerkungen) | Anmerkungen                        |
| Jahr | Titel Album                                       | UK | US | Anmerkungen                        |
| ---- | ------------------------------------------------- | --- | --- | ---------------------------------- |
| 2001 | Rockin’ the Suburbs                               | UK53 (2 Wo.)UK | — | Erstveröffentlichung: April 2001   |
| 2005 | Landed Songs for Silverman                        | — | US77 (2 Wo.)US | Erstveröffentlichung: Februar 2005 |
| 2005 | Bitches Ain’t Shit Supersunnyspeedgraphic, the LP | — | US71 (1 Wo.)US | Erstveröffentlichung: März 2005    |

### Videoalben
- 2005: Live in Perth (DVD)
- 2007: Live at MySpace (DVD)